# Kinesisk barbett
Kinesisk barbett (Psilopogon faber) är en fågel i familjen asiatiska barbetter inom ordningen hackspettartade fåglar.

## Utseende och läte
Kinesisk barbett är en 20–21,5 cm lång grön barbett. Den har rött på tygeln, nacken och bröstet, blå örontäckare, guldgul strupe kantat nertill i blått samt ett svart streck över och bakom ögat och i ett kort strupsidesstreck. Den skiljer sig från liknande och närbesläktade arterna taiwanbarbett, svartbrynad barbett och indokinesisk barbett på större storlek, svart hjässa, turkosblå nackkrage under den röda nackfläcken och blått på del av strupen. Även lätet skiljer sig.

## Utbredning och systematik
Kinesisk barbett delas in i två underarter med följande utbredning:
- Psilopogon faber faber – förekommer på Hainan
- Psilopogon faber sini – bergskogar i södra Kina (Guangxi)

Tidigare betraktades den vara en underart till svartbrynad barbett (P. oorti), men urskiljs numera som egen art, baserat på skillnader i utseende och läte samt genetik.

### Släktestillhörighet
Arten placerades tidigare liksom de allra flesta asiatiska barbetter i släktet Megalaima, men DNA-studier visar att eldtofsbarbetten (Psilopogon pyrolophus) är en del av Megalaima. Eftersom Psilopogon har prioritet före Megalaima, det vill säga namngavs före, inkluderas numera det senare släktet i det förra.

## Status och hot
Arten har ett stort utbredningsområde, men tros minska i antal, dock inte tillräckligt kraftigt för att den ska betraktas som hotad. Internationella naturvårdsunionen IUCN listar därför arten som livskraftig (LC).